# Lions FC
Lions FC (założony jako Hollandia Inala Soccer Club) – australijski klub piłkarski z siedzibą w Brisbane (Queensland), założony w 1957 roku. Zespół występuje w rozgrywkach Brisbane Premier League. W latach 1977 – 1986 i 1988 występował w rozgrywkach National Soccer League (NSL). Zdobywca pucharu NSL Cup w 1981 roku.

## Historia
Klub Hollandia Inala Soccer Club został założony w 1957 roku przez Holenderskich imigrantów w dzielnicy Brisbane – Richlands. W 1975 roku zmieniono nazwę klubu na Brisbane Lions.
W 1977 roku Brisbane Lions przystąpił do rozgrywek krajowej ligi National Soccer League. Brisbane Lions zainaugurowało rozgrywki w NSL w dniu 3 kwietnia 1977 roku w wyjazdowym spotkaniu przeciwko Adelaide City. Spotkanie zakończyło się bezbramkowym remisem. W 1981 roku klub zwyciężył w rozgrywkach pucharowych – NSL Cup. W finale Brisbane Lions pokonał zespół West Adelaide w stosunku 3:1.
Brisbane Lions uczestniczył łącznie w 11. sezonach NSL. Najlepszy rezultat klub osiągnął w 1984, zajmując 4. miejsce w sezonie zasadniczym w Konferencji Południowej. Natomiast w serii finałowej klub zakończył swój udział na fazie ćwierćfinału. Klub Brisbane Lions przegrał po rzutach karnych z zespołem Heidelberg United (w meczu 0:0, w rzutach karnych 2:3). Ostatni mecz w NSL klub rozegrał w dniu 8 sierpnia 1988 roku przeciwko Footscray JUST. Spotkanie zakończyło się porażką Brisbane Lions w stosunku 0:2.
W 2002 roku nazwa klubu została zmieniona na Queensland Lions FC. Klub Queensland Lions po sezonie 2004 wycofał się z rozgrywek stanowych. Związane było to ze złożeniem wniosku o przyznanie licencji na grę w A-League. W wyniku reorganizacji rozgrywek krajowych w Australii, która przyczyniła się do likwidacji NSL oraz do utworzenia rozgrywek A-League. W czerwcu 2004 roku do Football Federation Australia (FFA) wpłynęło 20 wniosków o przyznanie licencji na grę w A-League w tym klubu Queensland Lions. W dniu 1 listopada 2004 roku, pozytywnie rozpatrzono osiem ofert, wpośród których została zaakceptowana oferta klubu Queensland Lions FC, który od sezonu 2005/2006 przystąpił do rozgrywek A-League. Klub przestał być głównym udziałowcem drużyny z A-League w 2008 roku. Wówczas zespół Queensland Lions powrócił do rozgrywek stanowych, zmieniając nazwę na Lions Football Club; natomiast drużyna z A-League zmieniła nazwę na Brisbane Roar FC.

## Sukcesy

### Krajowe
- Zwycięzca pucharu NSL Cup (1): 1981[12].

### Stanowe
- Mistrz National Premier Leagues Queensland (1): 2018[13];
- Mistrz Brisbane Premier League[a] (11): 1967, 1969, 1987, 1991, 1996, 1998, 2002, 2003, 2004, 2016 i 2017[14][15].